# 収穫人戦争
収穫人戦争（しゅうかくにんせんそう、カタルーニャ語：Guerra dels Segadors）は、1640年から1659年の間カタルーニャで起きた戦争。カタルーニャ反乱ともいう。この戦争の終結後、ピレネー条約によってカタルーニャ領だったルサリョーと、サルダーニャの北半分がフランス王国へ割譲された。

## 概要
戦争の発端は、三十年戦争の間フランスと戦っていたスペイン王国が、カスティーリャ軍をカタルーニャに駐留させていたことにある。カスティーリャ兵は前線となったカタルーニャの法秩序を無視し、農民の家に火を放ったり作物をだめにするなど、乱暴狼藉を働いた。加えて、スペイン王フェリペ4世の宰相オリバーレス伯爵は、対フランス戦争において戦費調達のため、カタルーニャの資源・資産を搾取し続けていた。1640年5月、ジローナの農民たちがテルシオの駐屯地を襲撃した。6月7日、カタルーニャ農民らは収穫に用いる鎌を手にして、カスティーリャ軍駐留地を攻めた。彼らは、復活祭から63日後に祝われるキリスト聖体祭に蜂起したのであった。そのため「血塗られた聖体祭」（Corpus de Sang）と呼ばれている。農民たちは『キリスト教信仰万歳!』、『スペインの王である我らが主よ万歳!』、『我らが祖国万歳、悪しき政権に死を!』というスローガンを掲げていた。中央政府の言いなりで悪政を強いていたカタルーニャ副王サンタ・コロマ伯は、バルセロナの港から逃亡しようとしていたところを捕らえられ、殺害された。農民らの蜂起はやがて都市をも巻き込み、はじめはカスティーリャ兵を標的としていたが、次第に貴族や大地主らを襲撃するようになった。彼らが編成した不正規軍はミケレ（Miquelet）と呼ばれた。

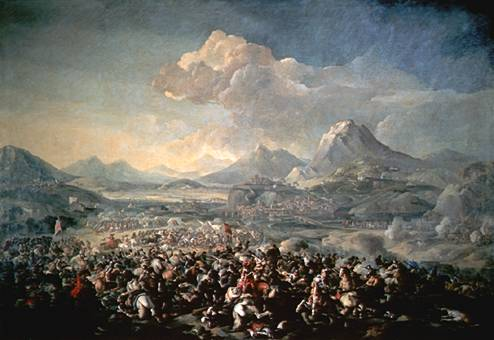
ムンジュイックの戦い

ジャナラリタの代表であるパウ・クラリスは、カタルーニャ人の不逮捕に転じ、フランスの保護を得てカタルーニャ共和国の成立を宣言した。ジャナラリターとフランス連合軍は、1641年1月26日のムンジュイックの戦いで、重要な軍事的勝利を得た。しかしそのわずか後にクラリスが死に、カタルーニャ内外で困難な状況が生じた。フランス王ルイ13世が介入し、カタルーニャの君主バルセロナ伯リュイス1世として名乗りを挙げたのである。
1648年に三十年戦争を終結させたヴェストファーレン条約締結後、2つの国家と2つのジャナラリター（一方はスペイン影響下でバルセロナに本拠を置き、もう一方はフランスが占領したパルピニャーにあった）の対立は続いた。支援者であったはずのフランス軍はやがて、カタルーニャの占領軍と化した。フランスの庇護を受けたフランス人商人が、カタルーニャ商人と競争するようになった。戦争状態の進行は、やがてはインフレーションを招き、飢餓や疫病が襲ってきた。フランス占領下でのカタルーニャの不満を知ったフェリペ4世は、1652年10月、フアン・ホセ・デ・アウストリアを司令官として軍を派遣し、バルセロナを包囲、陥落させた（バルセロナ包囲戦）。フランス側はカタルーニャ領有を断念したが、1659年のピレネー条約によってルサリョー、サルダーニャを獲得した。

## 伝記
- J.H. Elliott. The Revolt of the Catalans: a Study in the Decline of Spain (1598-1640). Cambridge, 1963.
- J. Sanabre. La acción de Francia en Cataluña en la pugna por la hegemonía de Europa (1640-1659). Barcelona, 1956. Still indispensable for its detailed coverage of the events from 1640/41 and later.